# Palácio Amarelo
O Palácio Amarelo localiza-se no centro histórico da cidade brasileira de Petrópolis, no estado do Rio de Janeiro. Situado na praça Visconde de Mauá, constitui-se em um palacete, atualmente sede da Câmara Municipal de Petrópolis. A sua designação é tradicional, remontando ao final do século XIX, quando foi adquirido e adaptado para sediar a Câmara Municipal.

## História

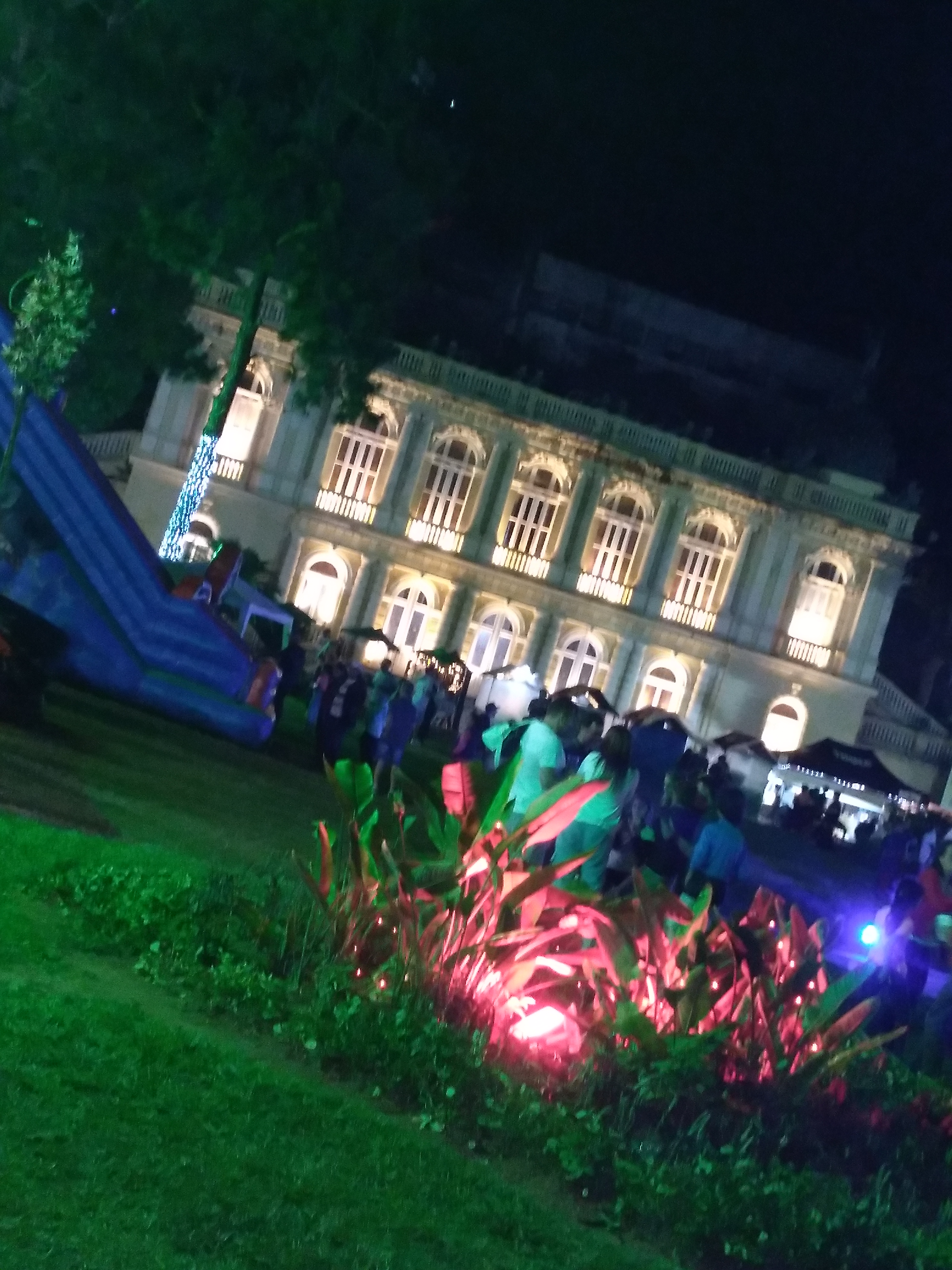
O palacete à noite.

Em meados do século XIX, quando do planejamento urbanístico da cidade pelo engenheiro Júlio Frederico Koeler, a área pelo lado ímpar da rua da Imperatriz foi reservada para cessão aos fidalgos e empregados da Casa Imperial, que deveriam ter as suas moradas em torno do Palácio Imperial.
O terreno da chamada "Casa Amarela" coube ao superintendente da Fazenda Imperial de Petrópolis, José Alves Pereira Ribeiro Cirne, que, decorrido apenas um mês do aforamento, e sem nada ter edificado no local, transferiu a propriedade para o conselheiro José Carlos Mayrink da Silva Ferrão. O conselheiro fez edificar um sobrado, em estilo idêntico ao das casas de Verão de outros habitantes sazonais da cidade.
Com a morte do conselheiro, a sua viúva vendeu a propriedade para Francisco Paulo de Almeida, barão de Guaraciaba. A Câmara Municipal apresentou uma proposta de compra ao barão, que a declinou, iniciando-se uma difícil negociação que se estenderia por cinco anos, até à capitulação do proprietário, em 1894. Entre os lances curiosos da disputa, a Câmara, como subterfúgio para desalojar o barão da propriedade, autorizou a instalação, na praça, de um mercado público. Sem sucesso, a Câmara deliberou então, em 1894, construir um prédio na praça, e o barão deu-se por vencido.
Na posse do imóvel, na gestão de Hermogênio Pereira da Silva, a Câmara decidiu adaptar o casarão às suas necessidades, abrindo uma concorrência para a execução de projeto de autoria do engenheiro-arquiteto Harald Bodtker, destacando-se a construção de um espaço para as Reuniões Plenárias. A solução encontrada foi a de ampliar o palacete com o salão projetado para ocupar o segundo pavimento, e conferindo ao edifício uma fachada digna.
Apresentaram-se quatro propostas, sendo vencedora a do construtor-empreiteiro Manuel Francisco Quinteiro. Contratadas as obras, o prazo originalmente previsto era de agosto a dezembro de 1894. Em setembro, entretanto, os trabalhos foram suspensos, diante da constatação do empreiteiro de que o imóvel se encontrava em más condições, a tal ponto que sugeriu a sua demolição total. Tal não ocorreu entretanto, vindo a ser aproveitados os espaços edificados mais bem conservados, unidos à edificação da nova fachada e do salão.
As obras de adaptação do prédio só foram concluídas em 2 de janeiro de 1897, e a partir de 31 de janeiro a Câmara passou a funcionar no seu novo endereço. Trabalhos complementares de arremate e ajuste desenvolveram-se, entretanto, até ao mês de junho.
Durante muito tempo o Palácio dividiu-se entre as funções do Executivo e do Legislativo municipal.

## Características
Em todo o edifício foram utilizados materiais diversos como cimento, ferro, gesso, ladrilhos decorados, bronze, vidro inglês e madeiras de lei.
Em seu interior, destaca-se o plenário da Câmara, o Salão Hermogênio Silva, em estilo rococó, com decoração em madeira trabalhada idealizada pelo escultor Henrique Levy, e pinturas no teto de autoria de José Huss. O salão apresenta 16,60 metros de comprimento por 6,60 metros de largura.
Na parte exterior, Henrique Levy trabalhou ainda no revestimento da fachada, erguendo duas cúpulas por cima dos terraços, com diversas peças ornamentais em toda a extensão da fachada. Abriu ainda uma claraboia de iluminação para as áreas do vestíbulo e do corredor.
Logo após a compra do palacete pela Câmara, a praça foi ajardinada por Carlos Júlio Mayer (1897), recebendo um chafariz idealizado por Heitor Levy, o chamado "Chafariz da Águia" (1899). O seu projeto foi alterado em 1944 por Roberto Burle Marx, mas voltou às suas características anteriores.